# All Eyez on Me (filme)
All Eyez on Me é um filme biográfico estadunidense de 2017 sobre o rapper americano Tupac Shakur, dirigido por Benny Boom e escrito por Jeremy Haft, Eddie Gonzalez e Steven Bagatourian. Intitulado após o álbum de estúdio de 1996 de Shakur, com o mesmo nome, o filme mostra Demetrius Shipp Jr. como Tupac e as co-estrelas Kat Graham, Lauren Cohan, Hill Harper e Danai Gurira.
A filmagem começou em meados de dezembro de 2015 em Atlanta, Geórgia. O filme foi lançado nos Estados Unidos em 16 de junho de 2017 sobre o que teria sido o 46º aniversário de Shakur. O filme foi lançado no Brasil direto no Telecine OnDemand e no NET NOW, em 2018.

## Sinopse
É narrada a verdadeira e história do prolífico rapper, ator, poeta e ativista Tupac Shakur.

## Elenco
- Demetrius Shipp Jr. como Tupac Shakur
- Danai Gurira como Afeni Shakur, mãe de Tupac, ativista política e membra do Partido dos Panteras Negras.
- Lauren Cohan como Leila Steinberg, mentora de Tupac.
- Jamie Hector como Mutulu Shakur, padrasto de Tupac.
- Annie Ilonzeh como Kidada Jones, noiva de Tupac no momento de sua morte.
- Jamal Woolard como The Notorious B.I.G., o ex-amigo de Tupac que tornou-se rival.
- Kat Graham como Jada Pinkett, uma amiga de Tupac da Baltimore School for the Arts.
- Dominic L. Santana como Suge Knight, um produtor de discos.
- Grace Gibson como Faith Evans, cantora e esposa de Biggie Smalls.
- Lian Amado como Angie Martinez, personalidade do rádio, rapper e atriz.
- Stefon Washington como Puff Daddy.
- Money-B como ele mesmo, membro da Digital Underground.
- Clifton Powell como Floyd, presidiário da Clinton Correctional Facility.
- Johnell Young como Ray Luv, amigo de Tupac.
- Jermel Howard como Mopreme Shakur
- Azad Arnaud como Daz Dillinger
- Jarrett Ellis como Snoop Dogg
- Keith Robinson como Atron Gregory, fundador da TNT Records.
- Rayan Lawrence como Treach
- James Hatter III como Yaki Kadafi
- Jermaine Carter como Hussein Fatal
- E.D.I. como ele mesmo
- Young Nouble como ele mesmo
- DeRay Davis como Legs
- Harold House Moore como Dr. Dre
- Hill Harper como Jornalista
- Cory Hardrict como Haitian Jack
- Phil Armijo como Johnny "J"

## Ligações Externas
- «Sítio oficial» (em inglês)